# Grevels
Grevels är en ort i Luxemburg.   Den ligger i distriktet Diekirch, i den nordvästra delen av landet, 30 kilometer nordväst om huvudstaden Luxemburg. Grevels ligger 514 meter över havet och antalet invånare är 207.